# Bandar-e Deyyer
Bandar-e Deyyer (farsi بندر دیر) è il capoluogo dello shahrestān di Dayyer, circoscrizione Centrale, nella provincia di Bushehr.